# Polyrhachis yerburyi
Polyrhachis yerburyi é uma espécie de formiga do gênero Polyrhachis, pertencente à subfamília Formicinae.